# Douglas Booth
Douglas John Booth (Greenwich, 9 luglio 1992) è un attore e modello britannico.

## Biografia
Nasce a Greenwich, Londra, da padre inglese e madre di origini spagnole e olandesi. Frequenta la Solefield School a Sevenoaks nel Kent e impara a suonare la tromba. Studia, poi, alla Bennett Memorial Diocesan School a Tunbridge Wells e alla Lingfield Notre Dame School a Lingfield. Incomincia a recitare al National Youth Music Theatre e al National Youth Theatre.
Nel 2009 è testimonial, a fianco di Emma Watson e Lily Donaldson, della campagna pubblicitaria della casa di moda di lusso britannica Burberry e contemporaneamente partecipa al film Il segreto di Green Knowe.
Dopo aver partecipato nel 2010 alla miniserie televisiva I pilastri della Terra nel ruolo del giovane Eustace, nel 2011 interpreta Pip, il protagonista della miniserie Grandi speranze della BBC. Nel 2012 interpreta Kyle nel film LOL - Pazza del mio migliore amico. Nel 2014 ha preso parte al cast di Noah, interpretando Sem. Nel 2017 ha debuttato a teatro nella pièce Speech & Debate in scena ai Trafalgar Studios di Londra, un teatro in cui ha recitato nuovamente nel 2018 nel dramma A Guide for the Homesick. Nel 2019 interpreta il ruolo di Nikki Sixx dei Mötley Crüe in The Dirt.

## Vita privata
Il 28 ottobre 2023 ha sposato l'attrice Bel Powley conosciuta sul set di Mary Shelley - Un amore immortale.

## Filmografia

### Cinema
- Hunters of the Kahri, regia di Ali Paterson (2006)
- Il segreto di Green Knowe (From Time to Time), regia di Julian Fellowes (2009)
- LOL - Pazza del mio migliore amico (LOL), regia di Lisa Azuelos (2012)
- Romeo and Juliet, regia di Carlo Carlei (2013)
- Noah, regia di Darren Aronofsky (2014)
- Posh (The Riot Club), regia di Lone Scherfig (2014)
- Jupiter - Il destino dell'universo (Jupiter Ascending), regia di Lana e Andy Wachowski (2015)
- PPZ - Pride + Prejudice + Zombies (Pride and Prejudice and Zombies), regia di Burr Steers (2016)
- The Limehouse Golem - Mistero sul Tamigi (The Limehouse Golem), regia di Juan Carlos Medina (2016)
- Loving Vincent, regia di Dorota Kobiela e Hugh Welchman (2017) – immagine e voce
- Mary Shelley - Un amore immortale (Mary Shelley), regia di Haifaa al-Mansour (2017)
- The Dirt, regia di Jeff Tremaine (2019)
- Un anno con Salinger (My Salinger Year), regia di Philippe Falardeau (2020)
- Young Werther, regia di José Lourenço (2024)

### Televisione
- Worried About the Boy, regia di Julian Jarrold – film TV (2010)
- I pilastri della Terra (The Pillars of the Earth) – miniserie TV, 1 puntata (2010)
- Christopher and His Kind, regia di Geoffrey Sax – film TV (2011)
- Grandi speranze (Great Expectations) – miniserie TV, 3 puntate (2011)
- In Love with Dickens, regia di Joe A. Stephenson – film TV (2012)
- Dieci piccoli indiani (And Then There Were None) – miniserie TV, 3 puntate (2015)
- That Dirty Black Bag – regia di Mauro Aragoni miniserie TV, 8 puntate (2022)

## Teatro
- Speech & Debate di Stephen Karam, regia di Tom Attenborough. Trafalgar Studios di Londra (2017)
- A Guide for the Homesick di Ken Urban, regia di Jonathan O'Boyle. Trafalgar Studios di Londra (2018)

## Doppiatori italiani
Nelle versioni in italiano dei suoi lavori, Douglas Booth è stato doppiato da:
- Flavio Aquilone in Grandi speranze, LOL - Pazza del mio migliore amico, Jupiter - Il destino dell'universo, The Limehouse Golem - Mistero sul Tamigi
- Alessandro Campaiola in Noah, Posh, PPZ - Pride + Prejudice + Zombies, Dieci piccoli indiani
- Jacopo Venturiero in Mary Shelley - Un amore immortale, Un anno con Salinger, The Dirt
- Manuel Meli in Romeo and Juliet
- Lorenzo De Angelis ne I pilastri della Terra
- Andrea Mete in That Dirty Black Bag
- Davide Perino in Shoshana

Da doppiatore è sostituito da:
- Flavio Aquilone in Loving Vincent